# سفارة تونس لدى لبنان
سفارة تونس لدى لبنان هي البعثة الدبلوماسية لجمهورية تونس لدى الجمهورية اللبنانية، وتقع بالعاصمة بيروت.

## السفراء
سفراء تونس لدى لبنان هم على التوالي:
| الاسم            | تاريخ التعيين  | م     |
| ---------------- | -------------- | ----- |
| بوراوي الامام    | 12 سبتمبر 2020 | [ 2 ] |
| محمد كريم بودالي |                |       |